# Раповце
Раповце (слч. Rapovce) насељено је мјесто са административним статусом сеоске општине (слч. obec) у округу Лучењец, у Банскобистричком крају, Словачка Република.

## Становништво
| Година:    | 1994. | 2004.    | 2014.   | 2024.   |
| ---------- | ----- | -------- | ------- | ------- |
| Број људи: | 858   | 950      | 951     | 921     |
| Разлика:   |       | +10,72 % | +0,10 % | -3,15 % |

| Година:    | 2023. | 2024.   |
| ---------- | ----- | ------- |
| Број људи: | 921   | 921     |
| Разлика:   |       | -1,42 % |

Према подацима о броју становника из 2011. године насеље је имало 979 становника.